# Bostadsmarknad

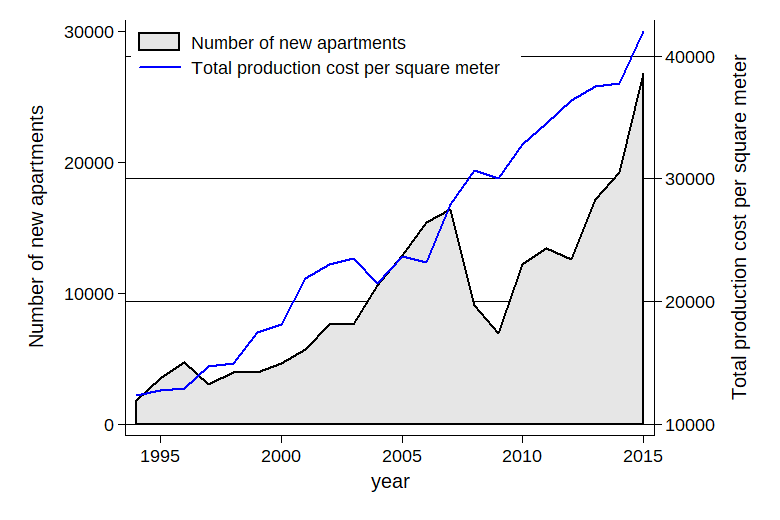
Mark- och byggkostnader per år från 1994-2015 i Sverige per boendeyta i kvadratmeter (blått) och antalet nybyggda lägenheter per år (grått).

Bostadsmarknad är ett sammanfattande ord för utbud och efterfrågan på bostäder, ibland inom ett visst område.

## Sverige
Sverige hade med index 166 år 2017 de högsta byggkostnaderna i EU och även högre än grannlandet Norge där 100 var medelvärdet för EU och värdena för Danmark respektive Finland, de näst dyraste länderna, var 142 och 143.